# Monument voor Damslachtoffers 7 mei 1945
Een plaquette en tweeëndertig straatstenen op de Dam in Amsterdam-Centrum herinneren aan de slachtoffers van de Schietpartij op de Dam op 7 mei 1945. 

## Plaquette

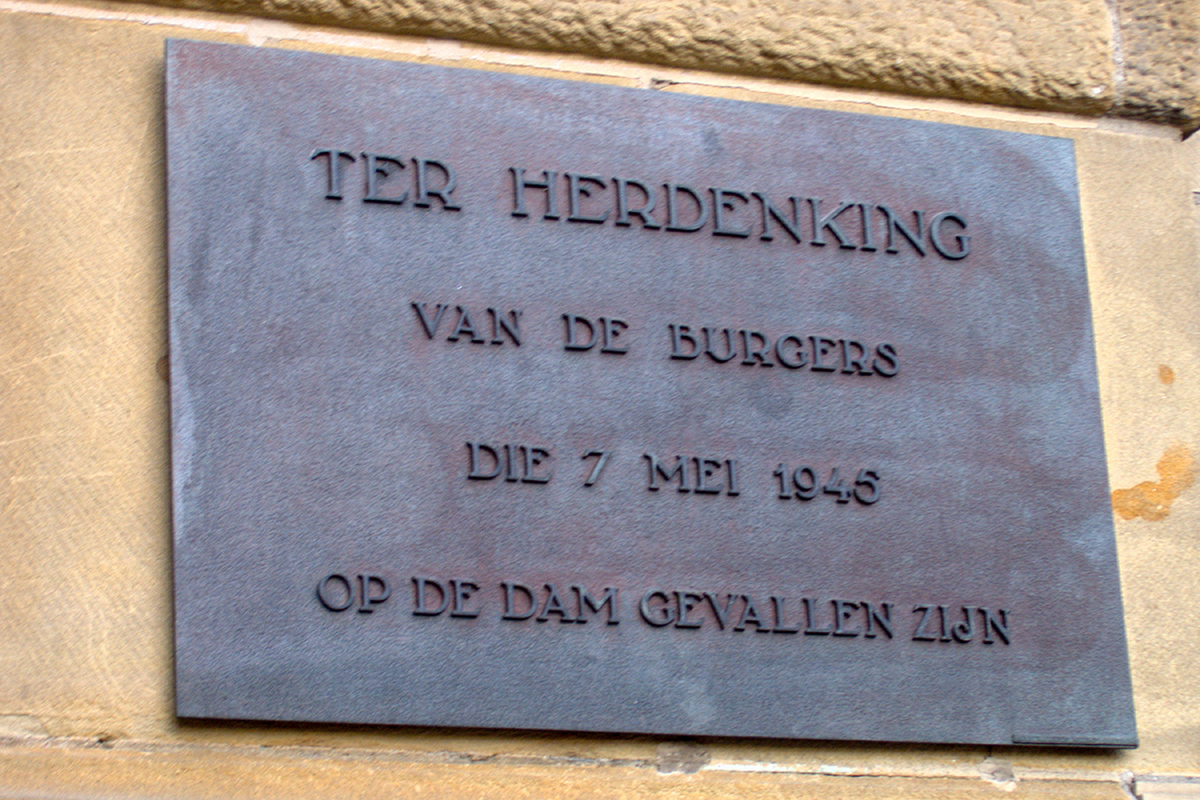
Plaquette (oktober 2010)

Op 7 mei 1947 werd er door burgemeester Arnold d'Ailly op het gebouw van de voormalige De Groote Club op de hoek van de Paleisstraat en Kalverstraat een plaquette onthuld ter nagedachtenis van de schietpartij. Het Algemeen Handelsblad maakte toen melding van negentien slachtoffers.  De tekst van die plaquette is algemeen gesteld:
Ter herdenking
van de burgers
die 7 mei 1945
op de Dam gevallen zijn.

## Straatstenen
De Stichting Memorial 2015 voor Damslachtoffers 7 mei 1945 vond rond 2013 die plaquette onvoldoende aandacht geven aan de slachtoffers. Zij besloot in samenwerking met anderen een website op te zetten waar mensen een donatie konden doen voor een nieuw monument met alle namen van de slachtoffers. Voorts kwam er een bijdrage van het Mondriaanfonds. Ook ging de stichting op zoek naar verhalen achter de slachtoffers. Men ging daarbij uit van een twintigtal doden; het bleek na onderzoek om eenendertig dodelijke slachtoffers te gaan. Het ontwerp lag in handen van Studio Moniker, dat in eerste instantie ook met het idee van een plaquette kwam, maar dan met vermelding van de namen van de slachtoffers. Donateurs konden via de website in het kunstwerk steentjes bijdragen. Men kon een steentje plaatsen in het ontwerp van een steen met een van de namen, maar moest ook een steentje verplaatsen, indien de donateur vond dat een andere naam wat meer uitstraling moest krijgen. Er werden meer dan 15.000 steentjes geplaatst. Het lag in de bedoeling dat deze nieuwe plaquette op dezelfde plaats zou komen als de plaquette uit 1947. Er werd echter geopteerd om per omgekomen persoon een gedenksteen te plaatsen (volgens bovenstaand recept). Die gezandstraalde stenen van ongeveer 60 bij 40 centimeter werden gefabriceerd bij de firma Gielkens in België en kwamen te liggen tussen het Damrak en de Nieuwendijk (schuin tegenover De Groote Club). Er waren in het ontwerptraject eenendertig namen bekend. Eind februari 2016 werd de donateuractie gestopt en kon de stichting beginnen met het uitwerken van het project. In april 2016 werden de stenen inderdaad geplaatst op genoemde plaats.
Op 7 mei 2016 onthulde burgemeester Eberhard van der Laan in aanwezigheid van nabestaanden het nieuwe monument voor de slachtoffers. Hij sprak daarbij de namen van de slachtoffers uit.
Nog geen jaar later kwam aan het licht dat er een tweeëndertigste slachtoffer was in de persoon van Henk Karel Smit; nabestaanden hoorden van de bovenstaande onthulling lichtten de stichting in. Na bevestigend onderzoek werd in 2017 "zijn steen" bijgeplaatst.

## Namenlijst
| Naam                                         | Naam op steen                       | Geboren           | Overleden    | Afbeelding |
| -------------------------------------------- | ----------------------------------- | ----------------- | ------------ | ---------- |
| Popke Sjoerd Bakker                          | Popke Bakker                        | 15 december 1912  | 7 mei 1945   |            |
| Wilhelmus Petrus Bakker                      | Willem Bakker                       | 21 augustus 1900  | 8 mei 1945   |            |
| Johannes Bobeldijk                           | Joop Bobeldijk                      | 9 januari 1901    | 7 mei 1945   |            |
| Geertruida Boelen                            | Truus Boelen                        | 18 augustus 1929  | 7 mei 1945   |            |
| Elisabeth de Boer                            | Bep de Boer                         | 26 oktober 1928   | 8 mei 1945   |            |
| Willem van den Boogaard                      | Wim van den Boorgaard               | 12 december 1914  | 7 mei 1945   |            |
| Fredericus Joseph Budde                      | Herman Budde                        | 13 maart 1916     | 7 mei 1945   |            |
| Everdina Johanna Buddingh-van der Flier      | Dien Buddingh-van der Flier         | 18 september 1917 | 22 juni 1945 |            |
| Willem Cieraad                               | Willem Cieraad                      | 30 juni 1896      | 8 mei 1945   |            |
| Gerardus Bernardus Cornelisse                | Gerrie Cornelisse                   | 25 mei 1936       | 7 mei 1945   |            |
| Petrus Antonius Joseph Dam                   | Petrus van Dam                      | 17 september 1877 | 7 mei 1945   |            |
| Pieter Hendrik Diekmeijer                    | Henk Diekmeijer                     | 18 december 1898  | 7 mei 1945   |            |
| Frans Johannes Feller                        | Frans Feller                        | 2 februari 1927   | 7 mei 1945   |            |
| Jan Goede                                    | Jan Goede                           | 2 juni 1876       | 7 mei 1945   |            |
| Petrus Hendricus Antonius Hutjes             | Han Hutjes                          | 26 november 1925  | 7 mei 1945   |            |
| Maria Nella Jager-van Hooff                  | Mies Jager-van Hooff                | 1 juli 1916       | 7 mei 1945   |            |
| Hendrina Louise Koper-Frank                  | Hendrina Louise Koper-Frank         | 22 april 1915     | 8 mei 1945   |            |
| Willem de Leeuw                              | Willem de Leeuw                     | 24 mei 1931       | 7 mei 1945   |            |
| Hilligje Mastenbroek                         | Hilligje Mastenbroek                | 7 september 1924  | 7 mei 1945   |            |
| Johannes Jan Ooms                            | Hans Ooms                           | 11 mei 1928       | 7 mei 1945   |            |
| Rika Overdijk                                | Rita Overdijk                       | 23 november 1932  | 7 mei 1945   |            |
| Antje Quant-Moeke                            | Antje Quant-Moeke                   | 21 juni 1902      | 7 mei 1945   |            |
| Johannes Wilhelmus Saelman                   | Jan Saelman                         | 22 augustus 1881  | 7 mei 1945   |            |
| Aaltje Scheffer-Smorenberg                   | Aaltje Scheffer-Smorenberg          | 16 augustus 1917  | 7 mei 1945   |            |
| Willem Theodorus Schermacher                 | Willem Schermacher                  | 11 oktober 1879   | 7 mei 1945   |            |
| Hendrik Karel Smit                           | Henk Smit In 2017 toegevoegde steen | 4 april 1871      | 18 mei 1945  |            |
| Jurrianus Lambertus Stad                     | Janus Stad                          | 14 november 1918  | 7 mei 1945   |            |
| Johannes Willem Straatmijer                  | Johannes Straatmijer                | 30 april 1901     | 7 mei 1945   |            |
| Arnoldus Petrus Stroop                       | Nol Stroop                          | 16 maart 1905     | 7 mei 1945   |            |
| Sophia Frederika Mathilda Vermeulen-de Vries | Sophia Vermeulen-de Vries           | 21 november 1892  | 9 mei 1945   |            |
| Elisabeth Wieland-Lacourt                    | Elisabeth Wieland-Lacourt           | 18 april 1902     | 7 mei 1945   |            |
| Hendrikus Willemsen                          | Henk Willemsen                      | 30 mei 1908       | 7 mei 1945   |            |